# Dywizja Forteczna Gdynia
Dywizja Forteczna Gdynia, Dywizja Forteczna Gotenhafen, niem. Festungs-Division Gotenhafen – jedna z niemieckich dywizji fortecznych. Utworzona w styczniu 1945 w Gdyni. Brała udział w walkach przeciw Armii Czerwonej. Rozwiązana wraz z upadkiem miasta 28 marca 1945 roku. Jej dowódca jest nieznany. Składała się z 2 batalionów morskich i polowego batalionu Luftwaffe.